# 어도비 울트라
어도비 울트라(Adobe Ultra)는 단종된 벡터 키잉 응용 프로그램으로, 비디오용 블루 스크린/그린 스크린 효과를 생성하는 데 도움이 된다(배경은 실제로 어떤 색상이든 가능함). 울트라는 복잡한 이미지 분석을 수행하여 이상적이지 않은 조명 환경에서 고품질 크로마키 효과를 생성한다. 울트라에는 또한 피사체를 애니메이션 가상 3D 환경으로 키잉할 수 있는 가상 세트 기술도 포함되어 있다.
독립형 제품으로 중단된 이후 울트라의 기능은 다른 어도비 제품, 즉 어도비 비주얼 커뮤니케이터(Adobe Visual Communicator, 2007년 이후), 어도비 프리미어 엘리먼츠(2008년 이후) 및 어도비 프리미어 프로(2010년 이후)에 통합되었다.
울트라의 구 명칭은 시리어스 매직 울트라 키(Serious Magic Ultra Key)였으며 어도비가 2006년에 시리어스 매직(Serious Magic Inc.)을 인수한 것이다. 어도비 크리에이티브 제품군의 다른 많은 응용 프로그램과 달리 어도비 울트라는 마이크로소프트 윈도우 운영 체제에서만 실행된다.